# Čchen Jü
Čchen Jü (čínsky pchin-jinem Chén Yù, znaky tradiční 陳郁; 11. listopadu 1901 – 21. března 1974) byl čínský komunistický revolucionář a politik, guvernér Kuang-tungu (1957–1967), poté místopředseda kuangtungského revolučního výboru (od 1968), předtím ministr uhelného průmyslu (1955–1957) a ministr průmyslu paliv (1949–1955). Byl členem širšího vedení Komunistické strany Číny jako kandidát (1945–1956) a člen (od 1956) ústředního výboru KS Číny. Do komunistické strany vstoupil roku 1925, vedl odborový svaz námořníků, v letech 1930–1931 krátce působil v ústředním výboru a politbyru, poté do roku 1940 studoval a pracoval v Sovětském svazu, ve 40. letech působil na komunistických územích v Číně – v Jen-anu a Mandžusku.

## Život
Čchen Jü se narodil v okrese Pao-an v provincii Kuang-tung jako Čchen Sü-kuej (čínsky pchin-jinem Chén Xùguì, znaky tradiční 陳旭貴). V mládí se živil příležitostnými pracemi, později si změnil jména na Čchen Jü a stal se námořníkem. Od roku 1922 se začal angažovat v odborech, roku 1925 vstoupil do Komunistické strany Číny a v prosinci 1927 se připojil k povstání v Kantonu. Roku 1928 působil jako člen provinčního vedení KS Číny v Kuang-tungu a vedoucí organizačního oddělení tamtéž, současně vykonával funkci předsedy Všečínského odborového svazu námořníků. 
V září 1930 byl zvolen členem ústředního výboru KS Číny. V lednu 1931 byl na zasedání ústředního výboru KS Číny zvolen členem politbyra a kandidátem stálého výboru politbyra. V únoru 1931 bylo jeho členství v ústředním výboru pozastaveno kvůli jeho spojení se skupinou kolem Luo Čang-lunga (vyloučeného z KS Číny za útoky na stranické vedení zprava). a v červnu 1931 byl vyslán na studia na Leninův institut v Moskvě. V roce 1934 byl (kvůli svým prohřeškům z roku 1931) přeložen do Stalingradského traktorového závodu jako dělník. V listopadu 1939 byl ospravedlněn a vrátil na Leninův institut. V únoru 1940 odjel do Číny, aby studoval na ústřední stranické škole. Na závěr VII. sjezdu KS Číny v dubnu–červnu 1945 byl zvolen kandidátem ústředního výboru KS Číny.
Po vítězství ve válce s Japonskem byl vyslán do severovýchodní Číny. V roce 1946 byl převelen na místo tajemníka okresního výboru KS Číny v I-po-chua v provincii Che-ťiang a politického komisaře 359. brigády a v únoru 1947 byl převeden na místo zástupce vedoucího průmyslového výboru severovýchodního byra ÚV KS Číny, kde vedl pracovní skupinu, která se přesunula do Severního Mandžuska, aby obnovila a rozvinula výrobu v uhelných pánvích v Ťi-si, Che-kangu atd. V roce 1947 začal připravovat založení školy kádrů pracovníků severovýchodního uhelného hornictví (nyní Chejlungťiangská vědecká a technologická univerzita a působil jako první ředitel této školy.
V roce 1949 se stal ministrem těžkého průmyslu severočínské lidové vlády, jeho ministerstvo bylo v říjnu 1949 převedeno pod ústřední lidové vlády Čínské lidové republiky a rozděleno na dvě ministerstva – průmyslu paliv a strojírenství. Čchen Jü se stal ministrem průmyslu paliv. Od roku 1951 byl také prezidentem Čínského institutu hornictví a technologie. Po rozdělení ministerstva palivového průmyslu v roce 1955 se Čchen Jü stal ministrem uhelného průmyslu. Delegáti VIII. sjezdu KS Číny v září 1956 ho zvolili členem ústředního výboru, znovuzvolen byl i na následujících sjezdech roku 1969 a 1973. V letech 1959 a 1964 byl zvolen poslancem Všečínského shromáždění lidových zástupců.
V srpnu 1957 byl Čchen Jü přeložen z Pekingu do Kantonu na místo guvernéra provincie Kuang-tung a tajemníka kuangtunského provinčního výboru KS Číny. Od roku 1961 byl současně tajemníkem středojižního byra ÚV KS Číny (od roku 1965 třetím tajemníkem; do 1967). V listopadu 1967 byl v rámci kulturní revoluce z úřadu guvernéra odvolán, ale už v únoru 1968 se stal místopředsedou revolučního výboru provincie Kuang-tung.
Zemřel 21. března 1974 ve věku 73 let v Kantonu.